# Nicolás Canales
Pour les articles homonymes, voir Canales (homonymie).
Nicolás Canales est un footballeur international chilien, né le 27 juin 1985 à Santiago (Chili). Il joue au FK Neftchi Bakou.

## Biographie
Évoluant au poste d'attaquant, il commence sa carrière avec Universidad de Chile avec qui il remporte le tournoi Apertura 2004 et atteint la finale du Clausura 2005. Il inscrit 5 buts en 9 matchs en Championnat du Portugal de football D2. Le 1er août 2007, il a signé avec l'équipe roumaine  CFR 1907 Cluj. Toutefois, son passage en Roumanie fut très court, puisqu'il est prêté rapidement à Unión Española.

## Palmarès
- Championnat d'Azerbaïdjan : 2013